# Friedrich Michael Münzing

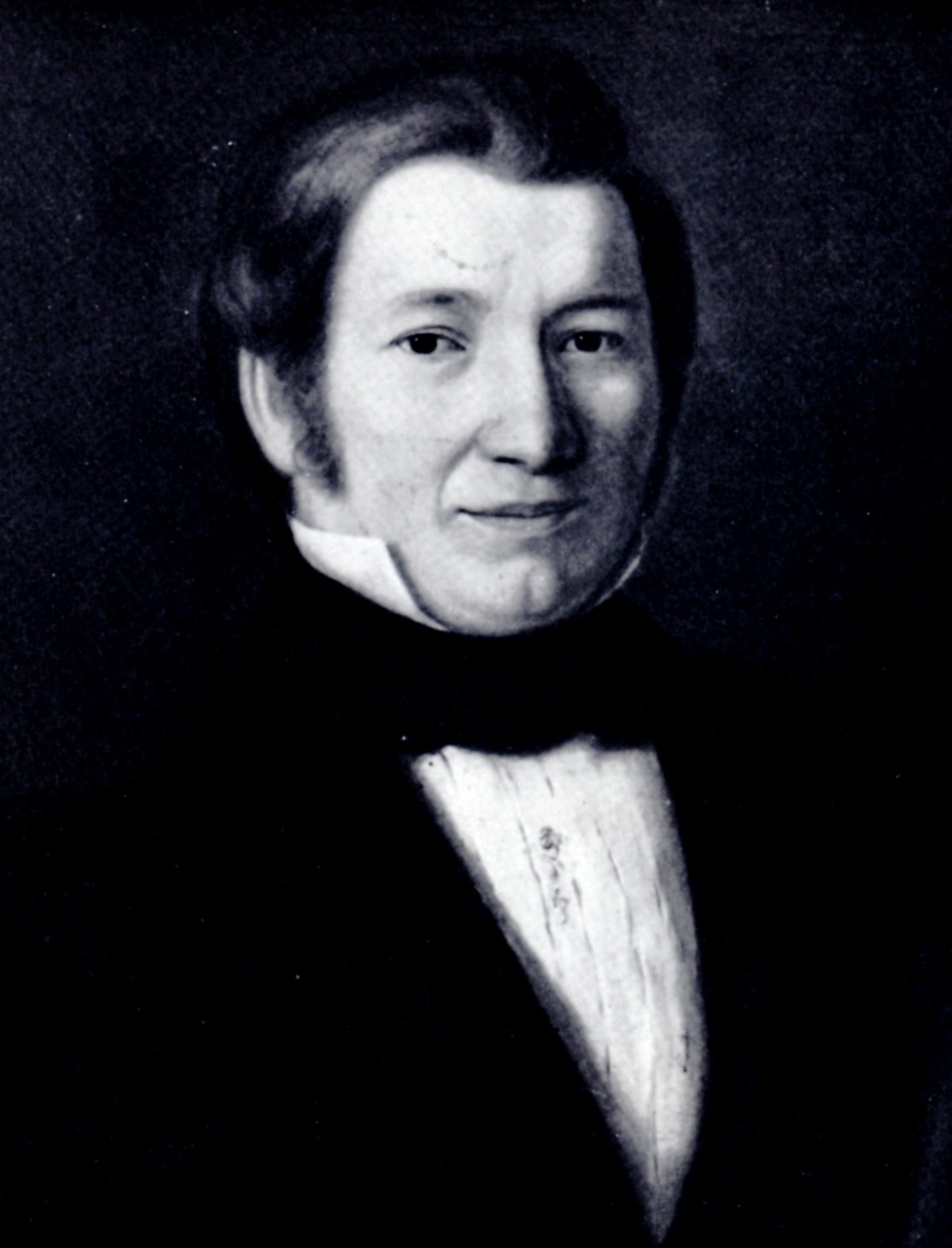
Friedrich Michael Münzing (Gemälde)

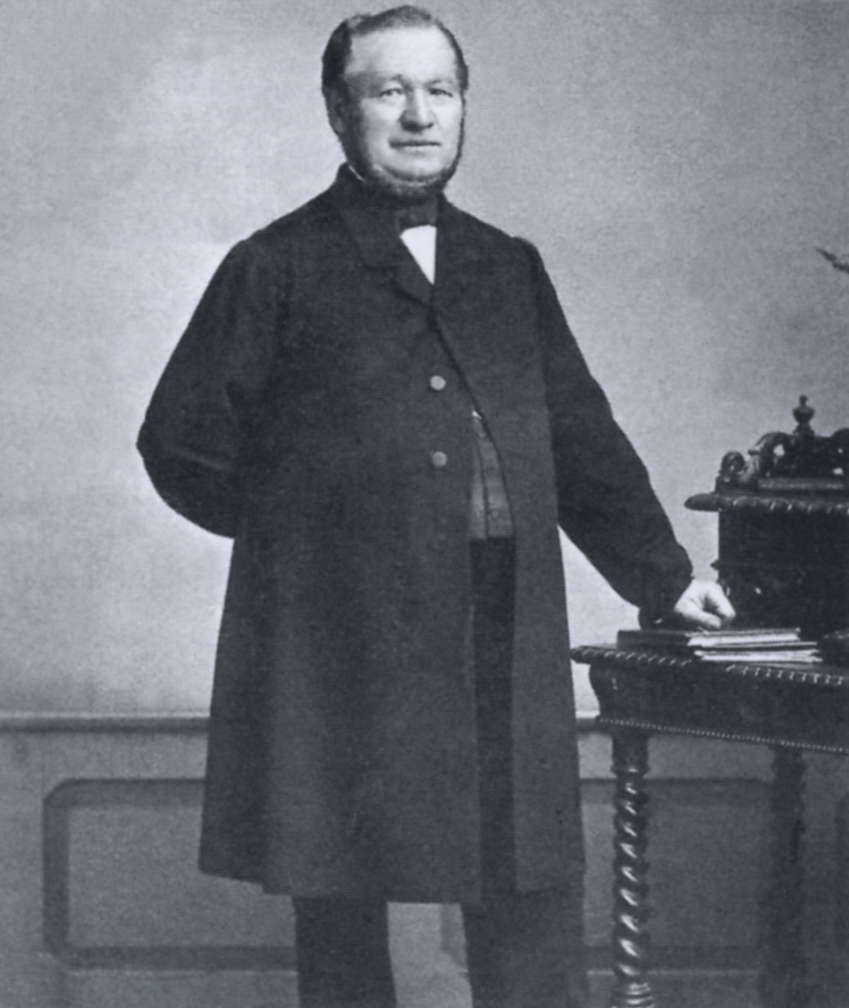
Friedrich Michael Münzing (Foto)

Friedrich Michael Münzing (* 30. März 1807 in Flein; † 29. November 1879 in Heilbronn) war ein deutscher Unternehmer. Er produzierte erstmals Schwefelsäure nach dem Bleikammerverfahren und gründete mit dem dafür ausgeschriebenen Preisgeld 1830 als erste württembergische Schwefelsäurefabrik das Unternehmen Münzing Chemie. Das von ihm eingeführte Produktionsverfahren begünstigte die Entwicklung weiterer Industriezweige und förderte damit die Industrialisierung in Württemberg.

## Leben
Münzing war der Sohn des Fleiner Landwirts Johann Christian Münzing und seiner Frau Wilhelmine Jakobine geborene Kühner. Er besuchte die Schule in Flein und erlernte in Heilbronn das Handwerk des Kerzenziehens und Seifensiedens. Nach der Lehre schloss sich eine Wanderschaft durch Deutschland, die Schweiz, Italien und Frankreich an, wo er zumeist in Seifenfabriken tätig war. In der Schweiz kam er mit der Herstellung von Schwefelsäure, Soda und Glaubersalz in Berührung. In der nachfolgenden Zeit eignete sich Münzing die zur Herstellung solcher Produkte benötigten chemischen Fachkenntnisse autodidaktisch an. 1830 gewann Münzing einen vom Königreich Württemberg ausgeschriebenen Preis zur Herstellung von synthetischer Schwefelsäure. Vom 5.000 Gulden betragenden Preisgeld konnte er in Heilbronn die erste Schwefelsäurefabrik in Württemberg errichten, aus der das bis heute bestehende Unternehmen Münzing Chemie entstand. Um 1830 erwarb Münzing das Bürgerrecht in Heilbronn, wo er bis zu seinem Lebensende wirkte. Das von ihm entwickelte Produktionsverfahren war auch für andere Industriezweige bedeutend und förderte die Industrialisierung in Württemberg. Für seine Verdienste wurde Münzing mehrfach ausgezeichnet, unter anderem durch seine Ernennung zum Kommerzienrat im Jahr 1865. Er gehörte den bürgerlichen Kollegien der Stadt Heilbronn an und war von 1863 bis 1875 Beirat der Zentralstelle für Handel und Gewerbe in Stuttgart. Er zählte 1839 zu den Mitbegründern der Heilbronner Neckar-Dampfschifffahrt und ebenso zu den Mitbegründern der Heilbronner Zuckerfabrik und der Württembergischen Vereinsbank in Stuttgart.
Er war ab 1831 verheiratet mit Christiane Luise Köber (1812–1878), einer Müllerstochter aus Lauffen am Neckar. Der Ehe entstammten zwei Söhne und fünf Töchter. Die Tochter Pauline heiratete den Heilbronner Kaufmann Louis Link, die Tochter Luise heiratete den Heilbronner Kaufmann Gustav Fuchs. Münzing unterstützte seinen Schwiegersohn Fuchs beim Kauf des Gebäudes Kramgasse 23 und 25 (später Kaiserstraße 7), das zum Stammhaus von Fuchs’ Unternehmen wurde.